# Pobreza na China
A pobreza na China é definida como qualquer pessoa nas áreas rurais que ganha menos de cerca de US $2,30 por dia (corrigido pela inflação). De acordo com os critérios de 2021, todos os 98,99 milhões da população rural pobre foram retirados da pobreza, e 832 condados atingidos pela pobreza, bem como 128.000 aldeias foram removidos da lista de pobreza. A pobreza para as zonas urbanas foi corrigida em 2010 e visa a renda, mas também as condições de vida, saúde e educação. Décadas de desenvolvimento econômico reduziram a pobreza extrema urbana. De acordo com o Banco Mundial, mais de 850 milhões de chineses foram retirados da pobreza extrema; A taxa de pobreza na China caiu de 88% em 1981 para 0,7% em 2015, medida pela porcentagem de pessoas que viviam com o equivalente a US $ 1,90 ou menos por dia em 2011, termos de paridade de preços de compra.
O Grupo Banco Mundial sugeriu que a porcentagem da população que vive abaixo da linha de pobreza internacional de US $1,9 (2011 PPC) caísse para 0,7 por cento em 2015, e a linha de pobreza de US $3,2 (2011 PPC) para 7% em 2015. No final de 2018, o número de pessoas vivendo abaixo da linha de pobreza nacional da China de ￥ 2.300 (CNY) por ano (a preços constantes de 2010) era de 16,6 milhões, o que significava 1,7% da população na época. Em 23 de novembro de 2020, a China anunciou que havia eliminado a pobreza absoluta em todo o país, elevando todos os seus cidadãos além de seu conjunto de ￥ 2.300 (CNY) por ano, ou menos de um dólar por dia da linha de pobreza. Em 2021, Pequim anunciou que a pobreza extrema foi erradicada na China.

## Visão geral
]

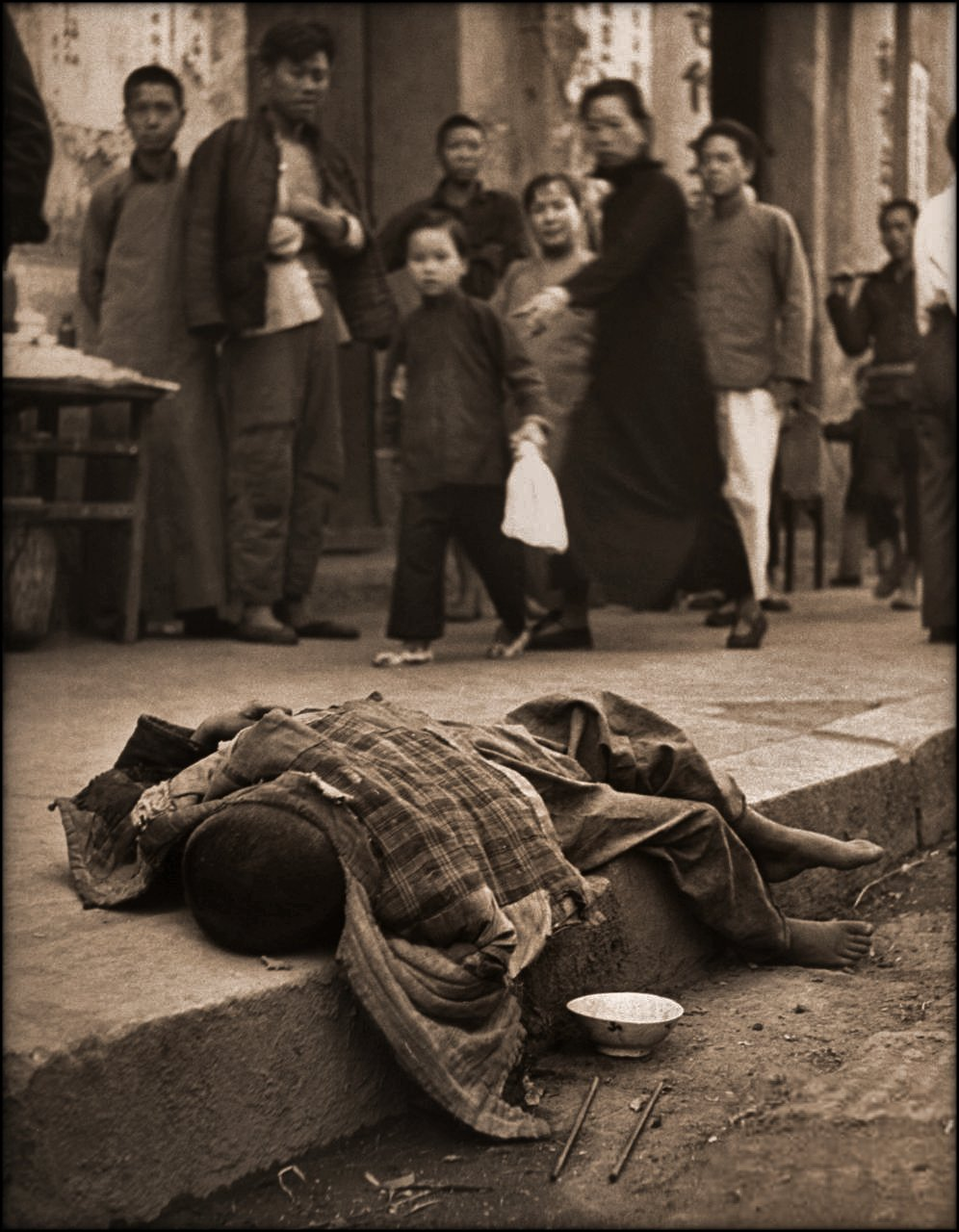
"Criança morrendo na sarjeta, durante a fome" por George Silk [China -1946

Desde que Mao Zedong desenvolveu a Linha da Massa durante a era Yan'an, a mobilização em massa tem sido a chave para o sucesso do PCC, desde a vitória na guerra civil até o gerenciamento da pandemia de COVID-19, a eliminação da pobreza foi uma campanha de mobilização em massa.
Desde que Deng Xiaoping começou a instituir reformas de mercado no final da década de 1970, a China está entre as economias de crescimento mais rápido do mundo, excedendo regularmente o crescimento anual de 10% do PIB. Este crescimento da economia socialista planificada levou a um aumento substancial dos padrões de vida reais e a um declínio acentuado da pobreza. Entre 1981 e 2008, estima-se que a proporção da população da China que vive com menos de US$ 1,25/dia caiu de 85% para 13,1%, o que significa que cerca de 600 milhões de pessoas foram retiradas da pobreza extrema. Ao mesmo tempo, essa rápida mudança trouxe consigo diferentes tipos de estresse. A China enfrenta grave escassez de recursos naturais e degradação ambiental. Também tem visto crescentes disparidades à medida que pessoas em diferentes partes do país e com diferentes características se beneficiam do crescimento em taxas diferentes.
Entre 1990 e 2005, o progresso da China foi responsável por mais de três quartos da redução da pobreza global e um grande fator pelo qual o mundo alcançou o desenvolvimento do milênio da ONU de dividir a pobreza extrema por dois. Isso pode ser atribuído a uma combinação de um mercado de trabalho em rápida expansão, impulsionado por um período prolongado de crescimento econômico, e uma série de transferências governamentais, como um subsídio urbano e a introdução de uma pensão rural. A partir da situação pré-reforma, algum aumento da desigualdade de renda era inevitável, pois as localidades urbanas litorâneas favorecidas se beneficiavam da política de abertura e à medida que o pequeno estoque de pessoas instruídas encontrava novas oportunidades. No entanto, características particulares da política chinesa podem ter exacerbado, em vez de atenuado, as crescentes disparidades. O sistema de registro de famílias (Hukou) manteve a migração rural-urbana abaixo do que teria sido de outra forma e contribuiu para o desenvolvimento de uma das maiores divisões de renda rural-urbana do mundo. A fraca posse da terra rural também limitou inicialmente a capacidade dos camponeses de se beneficiarem de seu bem primário.
O grande superávit comercial que surgiu na China exacerbou as desigualdades e as tornou mais difíceis de resolver. O superávit comercial estimula o setor manufatureiro urbano, que já está relativamente bem. Limita o alcance do governo para aumentar o financiamento de serviços públicos, como saúde rural e educação. O governo tentou reequilibrar a produção da China, deixando de investir e exportando para o consumo e serviços domésticos, para melhorar a saúde macroeconômica do país a longo prazo e a situação dos relativamente pobres na China.
Desde que a campanha começou em 2015, o governo chinês gastou mais de US$ 80 bilhões para acabar com a pobreza. O governo realocou milhões de famílias de regiões rurais remotas para novas aldeias mais adequadas ao desenvolvimento econômico; construiu novas estradas, casas e outros projetos de infraestrutura; e ofereceu transferências diretas de dinheiro.

## Redução da pobreza

### Paridade do poder de compra
Historicamente, as novas estimativas das taxas de câmbio da paridade do poder de compra (PPC) produzidas pelo Programa de Comparação Internacional (PCI) levaram a grandes revisões das estimativas globais de pobreza e desigualdade, estimulando debates na comunidade acadêmica sobre a validade do novo (e antigo) números.
A paridade do poder de compra ou paridade do poder aquisitivo (PPA-teoria de longo prazo), é um método alternativo à taxa de câmbio para se calcular o poder de compra de dois países. A teoria da paridade de poder de compra (PPC) foi originalmente formulada pelo economista sueco Gustav Cassel que definiu que a taxa de câmbio de um país tende a se desvalorizar na mesma proporção que aumenta o nível dos preços. Assim, a PPC procura medir o quanto uma determinada moeda pode comprar em termos internacionais (normalmente dólar), já que bens e serviços têm diferentes preços de um país para outro, ou seja, relaciona o poder aquisitivo de tal pessoa com o custo de vida do local, se ele consegue comprar tudo que necessita com seu salário.
Países populosos da África Subsaariana, como Nigéria, República Democrática do Congo e Etiópia, também apresentam algumas das maiores mudanças no número de pessoas pobres. Em contraste com a maior parte da tendência geral, Uzbequistão, Gana e China aumentaram a pobreza com a PPC de 2017.
|      | Índice de pobreza de US$ 1,90 por dia (2011 Int$ PPC) (% da população) | Índice de pobreza de US$ 3,20 por dia (2011 Int$ PPC) (% da população) | Índice de pobreza de US$ 5,50 por dia (2011 Int$ PPC) (% da população) |
| ---- | ---------------------------------------------------------------------- | ---------------------------------------------------------------------- | ---------------------------------------------------------------------- |
| 1990 | 66.2                                                                   | 90                                                                     | 98.3                                                                   |
| 2010 | 11.2                                                                   | 28.5                                                                   | 53.4                                                                   |
| 2011 | 0.7                                                                    | 30.52                                                                  | *                                                                      |
| 2015 | 0.7                                                                    | 7                                                                      | 27.2                                                                   |
| 2017 | 0.22                                                                   | 3.04                                                                   | *                                                                      |

### Redução histórica

Índice de pobreza, ou taxa de pobreza, com base em referências internacionais de 2014 do Banco Mundial para países selecionados.

A China mantém uma alta taxa de crescimento há mais de 30 anos desde o início da reforma econômica em 1978, esse crescimento sustentado gerou um enorme aumento nos padrões médios de vida. Há 35 anos, a China tinha muitas características em comum com o resto da Ásia em desenvolvimento: grande população, baixa renda per capita e escassez de recursos per capita. Mas nos 25 anos de 1990 a 2005, a China teve um crescimento médio per capita de 8,7%.
Todo o programa de reforma é muitas vezes referido de forma resumida como a Política de Portas Abertas. Isso destaca que um componente-chave da reforma chinesa tem sido a liberalização do comércio e a abertura ao investimento estrangeiro direto, mas não a abertura mais geral da conta de capital aos fluxos de portfólio. A China melhorou seu capital humano, abriu-se ao comércio exterior e ao investimento e criou um melhor clima de investimento para o setor privado.
Essa redução da pobreza ocorreu em ondas. A mudança para o sistema de responsabilidade familiar impulsionou um grande aumento na produção agrícola, e a pobreza foi reduzida pela metade no curto período de 1981 a 1987. De 1987 a 1993, a redução da pobreza estagnou e depois foi retomada. De 1996 a 2001, houve mais uma vez relativamente pouca redução da pobreza. Desde que a China aderiu à OMC em 2001, no entanto, a redução da pobreza foi retomada a um ritmo muito rápido, e a pobreza foi reduzida em um terço em apenas três anos.
Depois de aderir à OMC, as tarifas médias da China caíram abaixo de 100% e para cerca de 5% para as importações de manufaturados. Inicialmente, deu boas-vindas ao investimento estrangeiro em "zonas econômicas especiais". Algumas dessas zonas eram muito grandes, totalizando áreas urbanas de 20 milhões de pessoas ou mais. O impacto positivo do investimento estrangeiro nessas localidades levou a uma abertura mais geral da economia ao investimento estrangeiro, com o resultado de que a China se tornou o maior receptor de fluxos de investimento direto na década de 1990.

Parcela da população em extrema pobreza ao longo do tempo.

Uma das tarefas básicas estipuladas no Nono Plano Quinquenal foi eliminar a pobreza para acelerar o estabelecimento de um sistema empresarial moderno. As medidas de abertura,  foram acompanhadas por melhorias no clima de investimento. Particularmente nas áreas costeiras, as cidades desenvolveram seus climas de investimento. Nessas cidades, o setor privado responde por 90% ou mais dos ativos de manufatura e produção. Em 2005, a taxa média de retorno antes dos impostos para empresas privadas domésticas era a mesma que para empresas com investimento estrangeiro. Os governos locais nas cidades costeiras reduziram a perda de produção devido ao fornecimento de energia não confiável para 1,0% e o tempo de liberação alfandegária para importações foi reduzido nas cidades chinesas para 3,3 dias.
O crescimento sustentado da China alimentou a redução da pobreza sem precedentes históricos. O Banco Mundial usa uma linha de pobreza baseada no consumo real das famílias (incluindo o consumo de colheitas de produção própria e outros bens), fixado em US$ 1 por dia medido em Paridade do Poder de Compra. Na maioria dos países de baixa renda, essa quantidade é suficiente para garantir a cada pessoa cerca de 1.000 calorias de nutrição por dia, além de outras necessidades básicas. Em 2007, esta linha corresponde a cerca de 2.836 RMB por ano. Com base em pesquisas domiciliares, a taxa de pobreza na China em 1981 era de 63% da população. Essa taxa caiu para 10% em 2004, indicando que cerca de 500 milhões de pessoas saíram da pobreza durante esse período.
Extraído do Banco Asiático de Desenvolvimento, houve uma taxa média de crescimento anual estimada de 0,5% na China entre 2010 e 2015. Isso elevou a população chinesa para 1,37 bilhão em 2015. De acordo com a linha nacional de pobreza da China, 8,5% das pessoas estavam na pobreza em 2013, que diminuiu para 1,7% em 2018.
Em 6 de março de 2020, Xi Jinping, secretário-geral do Partido Comunista da China, anunciou que até 2020, a China alcançaria todo o alívio da pobreza nas áreas rurais. Em 28 de maio, Li Keqiang, o primeiro-ministro da China, disse que "a China tem mais de 600 milhões de pessoas cuja renda mensal é de apenas 1.000 yuans (US$ 140) e suas vidas foram ainda mais afetadas pela pandemia de coronavírus". Em dezembro, a China declarou que havia eliminado completamente a pobreza extrema.
Depois de acabar com a pobreza extrema na China, a China anunciou no Fórum de Cooperação China-África (FOCAC), que o governo chinês e África vão implementar o programa de redução da pobreza e desenvolvimento agrícola no continente africano.

## Aumento da desigualdade
O crescimento da China foi tão rápido que praticamente todas as famílias se beneficiaram significativamente, alimentando a queda acentuada da pobreza. No entanto, diferentes pessoas se beneficiaram em proporções muito diferentes, de modo que a desigualdade aumentou durante o período de reforma. Isso é verdade para a desigualdade na renda familiar ou no consumo, bem como para a desigualdade em resultados sociais importantes, como estado de saúde ou nível educacional. Em relação ao consumo das famílias, a medida Gini de desigualdade aumentou de 0,31 no início da reforma para 0,45 em 2004.
Até certo ponto, esse aumento da desigualdade é o resultado natural das forças de mercado que geraram o forte crescimento; mas até certo ponto é "artificial" no sentido de que várias políticas governamentais exacerbam as tendências para uma maior desigualdade, em vez de mitigá-las. Mudanças em algumas políticas podem deter ou até reverter a crescente desigualdade.
O economista vencedor do Prêmio Nobel Sir Arthur Lewis observou que "o desenvolvimento deve ser desigual porque não começa em todas as partes da economia ao mesmo tempo" em 1954. A China manifesta classicamente duas das características de desenvolvimento que Lewis tinha em mente: crescente retorno à educação e migração rural-urbana. Como um país subdesenvolvido, a China começou sua reforma com relativamente poucas pessoas altamente educadas e com uma pequena minoria da população (20%) vivendo em cidades, onde a produtividade do trabalho era cerca de duas vezes o nível do campo.
Na China pré-reforma havia muito pouco retorno à educação manifestado em salários. Motoristas de táxi e professores universitários tinham rendimentos semelhantes. A reforma econômica criou um mercado de trabalho no qual as pessoas podem buscar salários mais altos, e um resultado disso é que os salários das pessoas instruídas aumentaram dramaticamente. No curto período entre 1988 e 2003, os retornos salariais para um ano adicional de escolaridade aumentaram de 4% para 11%. Esse desenvolvimento leva inicialmente a uma maior desigualdade geral, porque o estoque inicial de pessoas educadas é pequeno e eles estão concentrados na extremidade superior da distribuição de renda. Mas se houver um acesso razoavelmente bom à educação, então, com o tempo, uma parcela cada vez maior da população se tornará educada, e isso tenderá a reduzir a desigualdade.